# Diocese de Armagh (Igreja da Irlanda)
A Diocese de Armagh (em latim: Dioecesis Armachanus, em irlandês:  Deoise Ard Mhacha, em inglês:  Diocese of Armagh) é uma das doze dioceses da Igreja da Irlanda. Ela abrange a fronteira entre a República da Irlanda e a Irlanda do Norte, situando-se principalmente no condado republicano de Louth e nos antigos condados de Tyrone e Armagh na Irlanda do Norte.

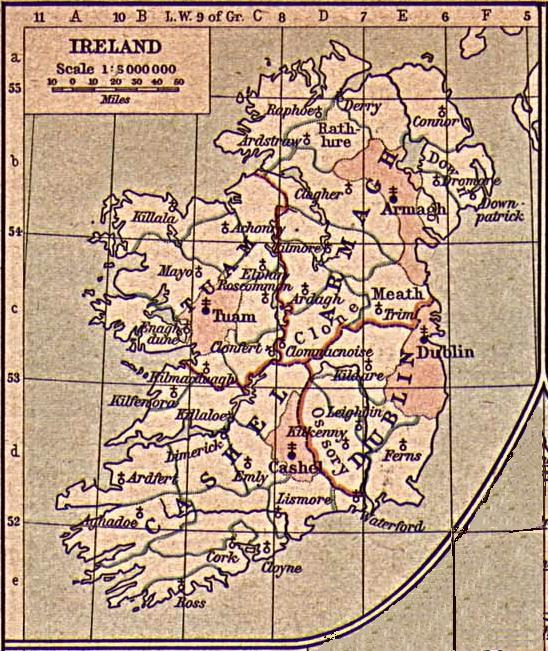
Mapas de dioceses na Irlanda conforme definido pelo sínodo de Kells. Do Historical Atlas de William R. Shepherd.

A história da diocese remonta a São Patrício no século V, que fundou a sé episcopal; ela  é dirigida presentemente pelo Arcebispo de Armagh, que toma assento na Catedral de São Patrício, em Armagh.